# Buchholz (Dithmarse)
Pour les articles homonymes, voir Buchholz.
Buchholz est une commune allemande de l'arrondissement de Dithmarse, Land de Schleswig-Holstein.

## Géographie
| Quickborn | Brickeln | Burg (Dithmarschen) |
|           | Buchholz | Ecklak              |
| Kuden     |          |                     |

## Source, notes et références
- (de) Cet article est partiellement ou en totalité issu de l’article de Wikipédia en allemand intitulé « Buchholz (Dithmarschen) » (voir la liste des auteurs).